# Oka-T
Oka-T (ou OKA-T-MKS, en russe : ОКА-Т-МКС) est un satellite scientifique russe destiné à accueillir des expériences réalisées en microgravité. Au cours de sa mission le satellite doit s'amarrer périodiquement à la Station spatiale internationale pour que l'équipage de celle-ci puisse recueillir les résultats et installer de nouvelles expériences. En 2014, il est prévu que Oka-T soit placé en orbite en 2018. Il cependant annulé à la fin de cette même année.

## Historique
Dès les années 1990, les ingénieurs et scientifiques russes travaillent sur la réalisation d'un module spatial pouvant voler de manière indépendante de la Station spatiale internationale pour disposer d'un environnement plus favorable aux expériences de microgravité (absence de vibrations, gravité réduite) tout en pouvant s'amarrer périodiquement pour des opérations de maintenance et de renouvellement des expériences. L'objectif étant de mener des expériences sur les matériaux très délicates et qui, à bord de la Station spatiale internationale, seraient perturbées par le simple  déplacement de l'équipage. Des engins similaires ont été étudiés en Europe et aux Etats-Unis mais aucun n'a dépassé le stade de la planche à dessin car après l'euphorie des années 1980 on s'est rendu compte que la fabrication d'alliages, de semi-conducteurs, d'otiques ou de produits pharmaceutiques aux caractéristiques uniques dans un environnement spatial sans gravité étaient irréalisables. Le développement du module russe est retardé par les problèmes budgétaires et l'absence de justifications scientifiques. Au cours des décennies qui suivent les spécifications du satellite évoluent fortement. Finalement en 2012, un cahier des charges est produit et le développement du satellite est confié à RKK Energia. Le budget 2014 du programme spatial russe prévoit le développement d'un deuxième exemplaire OKA-T-2 à compter de 2019 qui serait lancé en 2024. Fin 2014, le projet est cependant annulé.

## Caractéristiques techniques
Oka-T est un satellite scientifique d'une masse de 8 tonnes dont 850 kilogrammes de charge utile. Il comprend un module de service regroupant les servitudes (contrôle d'attitude, propulsion, communications) et un  module pressurisé doté d'un système d'amarrage et un sas pour permettre à l'équipage de la  Station spatiale internationale d'intervenir sur les expériences scientifiques qui y seront logées. Le satellite doit permettre de mener des expériences avec une gravité inférieure à 10-6 g.  

## Déroulement de la mission
Oka-T doit être placé sur une orbite basse vers 2018 par un lanceur Soyouz-2-1b tiré depuis le cosmodrome Vostotchny. La durée de la mission est de 5 ans. Au cours de celle-ci, le satellite doit effectuer des vols autonomes de 90 à 180 jours avant de s'amarrer à la section russe de la Station spatiale internationale pour une durée allant jusqu'à 7 jours afin de récupérer les expériences et de les remplacer par de nouvelles. Le satellite doit pouvoir relever son orbite jusqu'à une altitude de 3 000 kilomètres au cours de la mission.